# Costas de Cão
Costas do Cão é uma localidade da freguesia da Caparica, Almada, Portugal. Lugar entre a Torrinha, perto da Torre e o pequeno povoado denominado Cova.
O topónimo aparece por vezes deturpado para “Costa de Cão” e “Costas de Cão”. A designação provém de qualquer propriedade no local que outrora pertenceu aos Costas, armeiros-mores do reino, que tinham por timbre no seu brasão um leão. No entanto por imperfeição das esculturas o leão… parecia cão! Como na proximidade houvesse outros Costas, talvez os que deram nome ao Portinho da Costa, a voz popular para os diferenciar chamava aos Costas brasonados os do cão.
Em Costas do Cão, na Quinta de Santa Bárbara, que em 1783 era de António Lobo de Araújo, tem agora a misericórdia de Almada um lar para idosos, o Lar-Granja Luís Rodrigues, nome do seu anterior proprietário o qual, com sua mulher D. Maria dos Anjos Canelas Gomes Rodrigues doaram àquela instituição a Quinta com casa e capela.
O edifício inicial foi muito ampliado e acolhe hoje, com apoio ainda em edifícios menores situados na mesma Quinta mais de uma centena de idosos com boas condições de higiene e conforto.